# Hideki Sahara
Hideki Sahara (15 mei 1978) is een voormalig Japans voetballer.

## Carrière
Hideki Sahara speelde tussen 1997 en 2010 voor Kawasaki Frontale, Grêmio en FC Tokyo.
Bij Kawasaki Frontale speelde hij 133 wedstrijden, waar hij als verdediger 35 doelpunten maakte.